# قفل لومر–کاترل
قفل لومر-کاترل (به انگلیسی: Lomer–Cottrell lock) یکی از ساختارهای نابجایی است. 
همانگونه که لومر و کاترل نشان دادند، در ساختارهای fcc هنگامی که دو نابجایی لبه در حال حرکت در صفحات {111} با یکدیگر ادغام شوند، این دو در جهت [110] قرار گرفته و به یک نابجایی لبه با بردار برگرز {\displaystyle a/2[1{\bar {1}}0]} و صفحات لغزشی {001} تبدیل می‌شوند.
قفل لومر-کاترل مهم‌ترین مانع برای لغزش نابجایی‌های پیچشی است. همچنین تشکیل قفل‌های لومر-کاترل با جلوگیری از حرکت نابجایی‌ها به عقب باعث برگشت‌ناپذیری پدیدهٔ کارسختی می‌شود.